# Eduardo Sguiglia
Eduardo Sguiglia (Rosario, 30 de abril de 1952) es un escritor, economista y ensayista argentino. Fue el primer embajador argentino de Angola.

## Biografía
Estuvo exiliado en México durante la última dictadura militar argentina y desde principios de los años ochenta vive en Buenos Aires. Estudió en la Universidad de Rosario, luego se graduó de magíster en ciencias sociales (FLACSO) y ejerció la investigación y la docencia universitaria por concurso de oposición y antecedentes en la Universidad de Buenos Aires y el CONICET. 
Publicó cuentos y novelas -Fordlandia (1997); No te fíes de mi, si el corazón te falla (1999); Un puñado de gloria (2003); Ojos Negros (2010) y Los cuerpos y las sombras (2014), sobre la «Operación Gaviota» y El miedo te come el alma (2017) -  que fueron traducidas al portugués, inglés, italiano y alemán y resultaron finalistas en los concursos internacionales Dublín Literary Award, Grinzane Cavour y Tusquets. 
Fordlandia fue seleccionada una de las cuatro mejores obras de ficción por The Washington Post (2000). The New York Times, por su parte, consideró que las novelas de Sguiglia remiten a las obras de Conrad o Kafka, en las que, frente a los extremos de un universo indiferente, los seres humanos tienen que ponerse de acuerdo con sus propios paisajes interiores.
Su última novela se titula La redención del camarada Petrov (Editorial Edhasa, 2023). También integró jurados de narrativa en Casa de las Américas (Cuba) y en Casa del Teatro (República Dominicana), y en 2016 fue elegido entre los siete creadores latinoamericanos que premiaron la Fundación Jumex y la Rockefeller Foundation.
Por otra parte, escribió distintos artículos y ensayos sobre la economía y la sociedad argentina. Entre otros, Agustín Tosco (1984), El Club de los Poderosos (1991), Infraestructura y Competitividad (1997) y Las ideologías del poder económico (2006). En este campo fue distinguido con dos premios nacionales (Fundación Arcor 1993, Fundación Roggio, 1998) y, por su labor en las relaciones exteriores, fue condecorado por los gobiernos de Bolivia, Chile y Brasil. Sguiglia tuvo un papel destacado, en representación del gobierno argentino, en la resolución pacífica de los conflictos que jaquearon a Bolivia en octubre de 2003.
En la función pública se desempeñó como director nacional de organización económica (por concurso de oposición y antecedentes), presidente del ente regulador de los aeropuertos y de la comisión nacional de defensa de la competencia, subsecretario de política latinoamericana y primer embajador argentino en Angola. Impulsó, entre otras iniciativas, el plan nacional forestal, el sistema nacional de calidad, la conexión vial Rosario-Victoria y las leyes de defensa de la competencia, de defensa del consumidor y de protección del medio ambiente y los recursos naturales como así también el Consenso de Buenos Aires. Actualmente, publica notas relativas a la actualidad mundial y argentina en periódicos argentinos de gran circulación. 
Está casado con la politóloga Jutta Marx Schütz y es padre de Nicolás Sguiglia, sociólogo y concejal del ayuntamiento de Málaga (España), Fabián Sguiglia, doctor en arte y profesor en la Universidad Nacional de Quilmes y Sebastián Sguiglia, médico e investigador del Hospital Italiano de Buenos Aires. 